# Bz-bevægelsen
 "BZ" omdirigeres hertil. For den tyske avis, se B.Z..
 Denne artikel omhandler overvejende eller alene danske forhold. Hjælp gerne med at gøre artiklen mere almen.
Bz-bevægelsen var en løst sammensat gruppe af unge, der i 1980'erne ulovligt besatte tomme ejendomme dels for at skaffe sig en bolig dels for at føre en ideologisk kamp imod samfundets normer og ejendomsret. Bz-bevægelsen var inspireret af lignende grupper i andre lande. Forkortelsen BZ er en omskrivelse af ordet "besæt" . I Danmark er Bz-bevægelsen afløser for slumstormerne og blev efterfulgt af de autonome.

## Historie
Bz-bevægelsen var inspireret af slumstormer-bevægelsen.
1981 danner en gruppe unge Initivgruppen. Politiets Efterretningstjeneste (PET)'s, overvågning noterer: "Denne havde som et første mål at få Københavns Kommune til at stille et Ungdomshus til rådighed." 
31. oktober 1982 overdrager Københavns Kommune brugsretten af ejendommen på Jagtvej 69 til en ikke nærmere defineret gruppe unge mennesker. Det blev starten til Ungdomshuset.
Fra 1982 ændrede Initivgruppen sit navn til BZ-Brigaden. PET's overvågning konstaterede: "Hvad angik det indholdsmæssige, havde Ini’tivgruppen krævet et Ungdomshus. BZ-Brigaden krævede derimod flere og andre ungdomsboliger".
Bz-bevægelsen er og har altid været kontroversiel. Peter Øvig Knudsen's bog "BZ - Et familiedrama"(2016) noterer om navneskiftet til BZ-Brigaden: "navnet giver mindelser om De De Røde Brigader er ikke tilfældigt".
Den 11. januar 1983 rydder og nedriver politiet Allotria-huset. Det sker i en aktion af semi-militær karakter med cirka 1000 betjente og udstyr fra forsvaret. Bz'erne valgte at undgå konfrontation og forlod huset gennem en i hemmelighed gravet tunnel under gaden til en kælderbutik på den anden side af gaden.
“Med tunnelen fra Allotria undgik BZ'erne konfrontationen og vandt mediernes og befolkningens sympati, men de tabte også alle deres huse.”
Med tabet af alle de besatte huse, der fungerede som både boliger og samlingssteder, valgte en stor del af de oprindelige BZ'ere efterfølgende at forlade bevægelsen.
“Ifølge PET’s opgørelse omfattede BZ-Brigaden skønsmæssigt 400 aktive i 1983. I de følgende år reduceredes dette antal imidlertid: I 1984 samlede bevægelsen ifølge PET 100.”
3. marts 1983 iværksatte PET en operation under navnet Operation Hafnia, hvor alle tomme ejendomme i København systematisk blev overvåget, så man var opmærksomhed på, hvilke bygninger der kunne blive mål for besættelse. Samtidig begyndte man en aflytning og overvågning af personer i BZ-miljøet. Desuden infiltreredes miljøet med meddelere – man udførte det, PET kalder penetrering.

Resultatet blev at husbesættelserne i de følgende år blev færre, mindre … og samtidigt mere kortvarige.
Bz-bevægelsen begyndte derfor, at gennemføre forskellige tilbagevendende politiske aktioner i gadebilledet: ”Kulørte Klat-ugen“, “Sorte Klat-ugen", ”kaos-dag”, ”pervers-dag” og ”fattig-dag”. Aktionerne havde karakter af en blanding af karneval, gadeteater, politisk aktion, graffiti, rudeknusning og ballade. Der var således både lovlige og ulovlige aktiviteter.
Politiet holdt aktivisterne ”i kort snor”. Det betød at aktivisterne kunne blive anholdt i forbindelse med selv mindre ulovligheder. PET konstaterede at ”de hurtige anholdelser kom som et chok for aktivisterne og var årsag til opløsning af flere af aktionerne”.

1986 stod Slaget om Ryesgade. Ejendommen Ryesgade 58 var blevet besat tilbage 1983. Men ejeren, boligselskabet Ungbo, der havde til opgave at drive ungdomsboliger, havde ikke bedt politiet om at rydde huset. Man havde derimod været i dialog BZ´erne om en model efter hvilken de kunne blive boende. I september 1986 opgav Ungbo derimod at nå til en løsning med BZ´erne. Man bad politiet om at rydde ejendommen. BZ´erne reagerede med en protestdemonstration der udviklede sig til, at de barrikaderede alle gaderne rundt om ejendommen for at holde politiet på afstand. De følgende ni dage var avisernes forsider prydet med billeder af barrikader og konfrontationsberedt BZ´ere og politi.
Slaget om Ryesgade endte med, at BZ´erne frivilligt og fredeligt forlod ejendommen.

## Oversigt over aktioner i Danmark
| - april-maj 1980: Slaget om Byggeren - 15. oktober 1981: Arbejdernes Fællesbageri (Rutana) i Nannasgade på Nørrebro besættes i to timer - 24. oktober 1981: Schiønning & Arvé, Heimdalsgade 45-47 på Nørrebro besættes og ryddes to dage senere. Første gang politiet anvender tåregas - 31. oktober 1981: Abel Cathrines Stiftelse på Vesterbro besættes. Forlades 14. februar 1982. - 14. november 1981: Høegh-Guldbergs Gades Kaserne i Århus C besættes. Ryddes af politiet 15. december 1981. - 19. februar 1982: Professorboligen ved Rigshospitalet besættes. - 6. marts 1982: Mekanisk Musik Museum (Hintzes villa) på Vesterbrogade/Platanvej besættes i to timer. - 23. april 1982: Korsgade 25 besættes. - 1. maj 1982: Allotria-huset i Korsgade på Nørrebro besættes og ryddes 11. januar 1983. - 10. maj 1982: "Bazooka" på Nørrebro besættes. Ryddes 12. januar 1983. - 9. juni 1982: Gartnergade 14 på Nørrebro besættes. Ryddes 22. oktober 1982, hvor der opstår gadekampe. - 15. juni 1982: "Snehvide" på Nørrebro besættes. Ryddes 16. september 1982. - 17. september 1982: "Lille Fjer" i Korsgade besættes. Ryddes sammen med Allotria 11. januar 1983. - 8. oktober 1982: "Safari" på Nørrebro besættes. Ryddes 11. januar 1983 sammen med Allotria og "Lille Fjer". - 31. oktober 1982: Ungdomshuset på Jagtvej overdrages til BZ'erne - 12. februar 1983: Gyldenløvesgade 12 besættes første gang - 12. april 1983: Arbejdernes Fællesbageri (Rutana) i Nannasgade på Nørrebro besættes for anden gang og der sendes piratradio "Rutana Radio" fra tårnet. - 1. juni 1983: Ryesgade 58 på Østerbro besættes ved gradvis "sivning". Forlades 22. september 1986. - 4. maj 1984: "Kulørte Klat" demonstration. 362 anholdes. - 25. marts 1985: Overborgmester Egon Weidekamps kontor på Københavns Rådhus besættes i 29 minutter. - 1. maj 1985: Mekanisk Musik Museum besættes atter. Ryddes sammen med Sorte Hest 2. februar 1990. - 20. august 1985: "Kapaw", Viborggade 41 på Østerbro besættes. Ryddes 30. oktober 1990. | - 4. december 1985: Ryesgade 63-65 besættes. Ryddes 11. februar 1986. - 25. januar 1986: Baldersgade 20-22 besættes. Legaliseres 1989 som kollektivet "Bumzen". - 24. april 1986: "Piratuge" - 25. april 1986: Sorte Hest besættes. Ryddes 2. februar 1990. - 14. september 1986: Ryesgade barrikaderes i ni dage - 18. september 1986: Angreb på overborgmester Egon Weidekamps hjem - efterår 1986: Hærværk mod 27 Shell-stationer landet over, starten på en lang anti-apartheid-kampagne. - 12. december 1986: Ca. 400 mennesker besætteren gammel skofabrik (Ballin & Hertz) på Jagtvej 211, Østerbro. Nærpolitistationen på Jagtvej ødelægges. - forår 1987: Militante aktioner mod multinationale selskaber. - 5. april 1987: Saltlageret besættes, men ryddes samme dag af politiet - 4. juni 1987: Vesterbrogade 124 forsøges besat, voldsom gadekamp udbryder. - 1. august 1987: Baghuset, Vesterbrogade besættes. - efterår 1987: TV STOP startes. - 7. maj 1988: Aktionsuge "Uge 19 går vi te den". - efterår 1988: Happenings og aktioner bl.a. "Aktion befri bamserne fra Shell-butikker". - 4. december 1988: Demonstration mod EF-topmøde i København - 16. januar 1989: En villa på Platanvej 14 på Frederiksberg besættes kortvarigt. - 16. oktober 1989: "Robin Raid Uge". - vinteren 2001-02 (bl.a 24., 25. og 27. februar 2002): "Det blå hus" Åboulevarden 37 besættes ni gange. - 28. december 2007: "BZ-DK", huse besat i flere byer på en gang i en landsdækkende aktion for flere fristeder, gentages de efterfølgende par år. - 21. maj 2011: Et gammelt søminedepot på Christianshavn, Søminen bliver besat af den nye bz-gruppe. - 5. april 2012 H.C. Ørsteds Vej 63, et tidligere slumstormet hus "Fatamorgana" bliver besat en enkelt dag under demonstration for flere fristeder. - 9. maj 2013: En demonstration mod gentrificering ender med besættelsen af en gammel skole på Jagtvej 155b. Huset ryddes igen den 12. maj - 2. august 2022: En gruppe unge protesterer høje boligpriser ved at besætte et nedlagt hostel i en kommunalejet bygning på Havnegade 20 i Aarhus. Politiet rydder bygningen næste dag. |